# Willie Anderson (cestista)

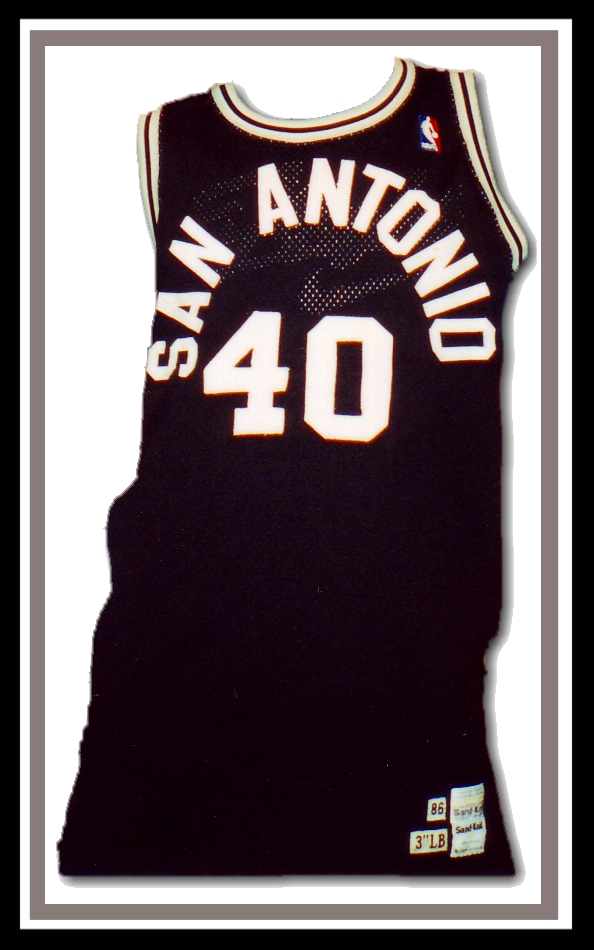
San Antonio Spurs.

Willie Lloyd Anderson jr. (Greenville, 8 gennaio 1967) è un ex cestista statunitense, professionista nella NBA. È il fratello di Shandon Anderson.

## Carriera
Venne selezionato dai San Antonio Spurs al primo giro del Draft NBA 1988 (10ª scelta assoluta).

## Statistiche

### College
| Anno      | Squadra          | PG  | PT | MP   | TC%  | 3P%  | TL%  | RP  | AP  | PRP | SP  | PP   |
| --------- | ---------------- | --- | -- | ---- | ---- | ---- | ---- | --- | --- | --- | --- | ---- |
| 1984-1985 | Georgia Bulldogs | 13  | -  | 6,2  | 48,7 | -    | 62,5 | 1,5 | 0,3 | 0,2 | 0,2 | 3,3  |
| 1985-1986 | Georgia Bulldogs | 29  | 0  | 17,0 | 50,8 | -    | 78,7 | 3,4 | 1,4 | 1,0 | 0,7 | 8,5  |
| 1986-1987 | Georgia Bulldogs | 30  | 29 | 34,9 | 50,0 | 39,1 | 79,4 | 4,1 | 5,0 | 1,4 | 1,6 | 15,9 |
| 1987-1988 | Georgia Bulldogs | 35  | -  | 33,2 | 50,0 | 22,7 | 78,4 | 5,1 | 4,0 | 1,9 | 1,4 | 16,7 |
| Carriera  | Carriera         | 107 | 29 | 26,0 | 50,1 | 32,4 | 78,4 | 3,9 | 3,1 | 1,3 | 1,1 | 12,6 |

### NBA

#### Regular Season
| Anno      | Squadra           | PG  | PT  | MP   | TC%  | 3P%  | TL%  | RP  | AP  | PRP | SP  | PP   |
| --------- | ----------------- | --- | --- | ---- | ---- | ---- | ---- | --- | --- | --- | --- | ---- |
| 1988-1989 | San Antonio Spurs | 81  | 79  | 33,8 | 49,8 | 19,0 | 77,5 | 5,1 | 4,6 | 1,9 | 0,8 | 18,6 |
| 1989-1990 | San Antonio Spurs | 82  | 81  | 34,0 | 49,2 | 26,9 | 74,8 | 4,5 | 4,4 | 1,4 | 0,7 | 15,7 |
| 1990-1991 | San Antonio Spurs | 75  | 75  | 34,6 | 45,7 | 20,0 | 69,8 | 4,7 | 4,8 | 1,1 | 0,6 | 14,4 |
| 1991-1992 | San Antonio Spurs | 57  | 55  | 33,1 | 45,5 | 23,2 | 77,5 | 5,3 | 5,3 | 0,9 | 0,9 | 13,1 |
| 1992-1993 | San Antonio Spurs | 38  | 7   | 14,7 | 43,0 | 12,5 | 78,6 | 1,5 | 2,1 | 0,4 | 0,2 | 4,8  |
| 1993-1994 | San Antonio Spurs | 80  | 79  | 31,1 | 47,1 | 32,4 | 84,8 | 3,0 | 4,3 | 0,9 | 0,6 | 11,9 |
| 1994-1995 | San Antonio Spurs | 38  | 11  | 14,6 | 46,9 | 15,8 | 73,2 | 1,4 | 1,4 | 0,7 | 0,3 | 4,9  |
| 1995-1996 | Toronto Raptors   | 49  | 42  | 31,9 | 44,0 | 30,5 | 85,6 | 3,8 | 3,0 | 1,2 | 1,0 | 12,4 |
| 1995-1996 | N.Y. Knicks       | 27  | 2   | 18,4 | 42,1 | 20,0 | 61,3 | 2,2 | 1,8 | 0,6 | 0,3 | 5,0  |
| 1996-1997 | Miami Heat        | 28  | 1   | 10,8 | 45,3 | 42,1 | 85,0 | 1,5 | 1,2 | 0,5 | 0,1 | 3,0  |
| Carriera  | Carriera          | 555 | 432 | 28,8 | 47,1 | 26,6 | 78,6 | 3,8 | 3,8 | 1,1 | 0,6 | 12,2 |

#### Playoffs
| Anno     | Squadra           | PG | PT | MP   | TC%  | 3P%  | TL%  | RP  | AP  | PRP | SP  | PP   |
| -------- | ----------------- | -- | -- | ---- | ---- | ---- | ---- | --- | --- | --- | --- | ---- |
| 1990     | San Antonio Spurs | 10 | 10 | 37,5 | 51,8 | 40,0 | 80,6 | 5,4 | 5,2 | 0,9 | 0,4 | 20,5 |
| 1991     | San Antonio Spurs | 4  | 4  | 39,8 | 48,5 | 20,0 | 61,5 | 4,8 | 4,8 | 1,5 | 0,5 | 19,0 |
| 1993     | San Antonio Spurs | 10 | 0  | 21,9 | 45,1 | 54,5 | 88,2 | 2,3 | 2,8 | 0,9 | 0,2 | 9,5  |
| 1994     | San Antonio Spurs | 4  | 4  | 26,5 | 37,8 | 100  | 57,1 | 2,0 | 3,0 | 1,3 | 0,5 | 8,3  |
| 1995     | San Antonio Spurs | 11 | 0  | 8,8  | 45,0 | 0,0  | 66,7 | 1,1 | 0,9 | 0,5 | 0,0 | 1,8  |
| 1996     | N.Y. Knicks       | 4  | 0  | 16,0 | 31,8 | 16,7 | 85,7 | 2,3 | 0,3 | 1,0 | 0,0 | 5,3  |
| 1997     | Miami Heat        | 9  | 0  | 13,3 | 36,7 | 25,0 | 90,0 | 1,9 | 0,6 | 0,4 | 0,2 | 3,7  |
| Carriera | Carriera          | 52 | 18 | 21,9 | 46,4 | 33,3 | 78,5 | 2,7 | 2,4 | 0,8 | 0,2 | 9,3  |

## Palmarès

### Individuale
- NBA All-Rookie First Team (1989)